# الانتحار في بنغلاديش
الانتحار في بنغلاديش سبب شائع للوفاة غير الطبيعية وقضية اجتماعية طويلة الأمد. من بين جميع الأشخاص الذين يتم الإبلاغ عن وفاتهم بسبب الانتحار في جميع أنحاء العالم كل عام, فإن 2.06٪ هم بنغلاديشيون.

## إحصائيات
وفقًا لتقرير صادر عن منظمة الصحة العالمية, انتحر 19697 شخصًا في بنغلاديش في عام 2011.  وفقًا لمقر الشرطة, انتحر 11,095 شخصًا في بنغلاديش في عام 2017. وفقًا لتقرير صادر عن مستشفى كلية الشهيد السهروردي الطبية بدكا, والذي نُشر في عام 2010, فإن حوالي 6500000 شخص في بنغلادش عرضة للانتحار. ويبلغ المعدل 128.08 شخصًا من كل 100,000 ينتحر في بنجلاديش كل عام. قام الفريق المكون من ستة أعضاء بقيادة الدكتور AHM Feroz والدكتور SM Nurul Islam من كلية الطب بإجراء المسح في اتحاد Mominpur في منطقة Chuadanga من يناير إلى أبريل 2010. لكن لوحظ أن المعدل أعلاه تم افتراضه فقط بناءً على استطلاع تم إجراؤه في اتحاد واحد وهو ليس انعكاسًا جيدًا لمعدل الانتحار الإجمالي في الدولة بأكملها حيث أن معدل الانتحار الإجمالي سنويًا أقل بكثير مما ورد في التقرير في العامين الماضيين.
وفقًا لتقرير صادر عن الديلي ستار, من عام 2002 إلى عام 2009, انتحر 73,389 شخصًا في بنغلاديش. ومن بين هؤلاء 73389 شخصًا شنق 31857 شخصًا أنفسهم وابتلع 41532 سمًا للانتحار. تُظهر مجموعة بنغلاديش ماناباديكار باستابيان سانغستا, وهي جماعة لحقوق الإنسان في بنغلاديش, أنه في الفترة من يناير 2011 إلى أغسطس 2011, انتحر 258 شخصًا, من بينهم 158 من النساء والباقي من الرجال.

### انتحار النساء
وفقًا لتقرير عام 2010 من قبل مستشفى كلية الطب الشهيد السهروردي, من بين 128.08 لكل 100000 شخص انتحروا في عام 2010, كان 89 ٪ من النساء ومعظمهم غير متزوجين. تُظهر إحصاءات جاتيا ماهيلا آينجيبي ساميتي, وهي منظمة نسائية بنجلاديشية, أنه من عام 2006 إلى عام 2010, انتحرت 40 فتاة كضحايا للمطاردة . من عام 2001 إلى عام 2010, انتحرت 4747 امرأة وفتاة بسبب العنف الجسدي والمنزلي.
وفقًا لتقرير نُشر في لانسيت نُشر في بي بي سي نيوز, فإن النزعة الانتحارية بين النساء في بنغلاديش أعلى, لأنهن يتمتعن بمكانة متدنية في المجتمع. عامل آخر هو ارتفاع معدل الأمية واعتمادهم الاقتصادي على الرجال.

## 2007 انتحار عبادة بيت آدم
في عام 2007, في ميمينسينغ, قامت عائلة مكونة من 9 أفراد بالانتحار الجماعي بإلقاء أنفسهم في قطار. وفقًا لليوميات التي تم استردادها من منزلهم, فقد أرادوا حياة نقية كما عاشها آدم وحواء, وتحرير أنفسهم من عبودية أي دين.

## الطرق الشائعة
الشنق هو أكثر طرق الانتحار شيوعًا في بنغلاديش. لا توجد تكلفة في هذه الطريقة بخلاف مادة الربط, أي الحبل, ولهذا السبب هي الطريقة المفضلة. ابتلاع السم هو وسيلة شائعة أخرى للانتحار في بنغلاديش. في المناطق الحضرية, يتبع الناس طرقًا أخرى للانتحار, مثل تناول جرعة زائدة من أقراص الباربيتورات, أو بوسائل أخرى.